# 上甲凌大
上甲 凌大（じょうこう りょうた、2001年1月29日 - ）は、愛媛県西予市出身のプロ野球選手（捕手・育成選手）。右投左打。横浜DeNAベイスターズ所属。

## 経歴

### DeNA入団まで
愛媛県立宇和島東高等学校3年時にプロ志望届を提出するが、その後取り下げた。プロ志望届提出後の取り下げは、現行のプロ志望届制度が始まってからは上甲が初めて。高校在学時の全国大会への出場はない。
高校卒業後は、広島県東広島市の社会人野球チーム・伯和ビクトリーズに入団。企業チームであるため、午前中は社業に就いていたが、体調に異変を感じるようになり、2021年6月にバセドウ病と診断される。5か月の間、治療とリハビリに励み野球から離れていたが、11月に行われた第92回都市対抗野球大会に出場すると2打席連続本塁打を記録するなど主力選手として活躍。チームには3年間在籍していたが、チームの軸となる先輩捕手が既に在籍していたため、捕手としての出場機会は限られていた。より野球に専念できる環境を求め、同社を退職。
伯和ビクトリーズを退部後は、地元の愛媛県に戻り、独立リーグ・四国アイランドリーグplusの愛媛マンダリンパイレーツに入団。
2022年10月20日に行われたドラフト会議では、横浜DeNAベイスターズから育成1位で指名され、11月13日に支度金280万円、年俸340万円（いずれも推定）で仮契約を結んだ。背番号は127。愛媛からのドラフト指名は、2011年に読売ジャイアンツから育成2位で指名された土田瑞起以来11年ぶり。同日、TBS系列で放送された『速報ドラフト会議 THE運命の1日』で取り上げられた。11月27日の新入団選手記者発表会では色紙に「初心」と記し「今のこの気持ちを忘れず、コツコツと積み重ねて一軍の正捕手になりたいと思います。愛称はハマのJでよろしくお願いします」と挨拶した。

### DeNA時代
2023年はオープン戦で一軍に合流したものの、ここでは結果を出せなかったが、7月22日までにイースタン・リーグで47試合の出場で、打率.286、3本塁打、15打点を記録し、7月23日に支配下登録されることが発表された。背番号は66。しかし、この年は一軍公式戦への出場は果たせずシーズンを終えた。最終的にイースタン・リーグでは64試合の出場で、打率.241、3本塁打、16打点の成績だった。
2024年も一軍出場の機会なく、イースタン・リーグ49試合の出場で、打率.205、0本塁打、7打点と打撃成績を落とした。11月15日に育成選手契約に戻され、背番号も127に戻った。

## 選手としての特徴
DeNAスカウトの吉見祐治は、仮契約の際に「強肩強打の大型捕手。チャンスに強い打撃が持ち味で長打も期待できる」とコメントした。

## 詳細情報

### 独立リーグでの年度別打撃成績
出典はリーグウェブサイトからリンクされる「一球速報.com」。
| 年 度     | 球 団     | 試 合 | 打 席 | 打 数 | 得 点 | 安 打 | 二 塁 打 | 三 塁 打 | 本 塁 打 | 塁 打 | 打 点 | 盗 塁 | 盗 塁 死 | 犠 打 | 犠 飛 | 四 球 | 敬 遠 | 死 球 | 三 振 | 併 殺 打 | 打 率 | 出 塁 率 | 長 打 率 | O P S |
| --------- | --------- | ----- | ----- | ----- | ----- | ----- | -------- | -------- | -------- | ----- | ----- | ----- | -------- | ----- | ----- | ----- | ----- | ----- | ----- | -------- | ----- | -------- | -------- | ----- |
| 2022      | 愛媛      | 58    | 211   | 185   | 27    | 48    | 8        | 2        | 3        | 69    | 21    | 0     | 1        | 0     | 2     | 23    | -     | 1     | 52    | 5        | .259  | .341     | .373     | .714  |
| 通算：1年 | 通算：1年 | 58    | 211   | 185   | 27    | 48    | 8        | 2        | 3        | 69    | 21    | 0     | 1        | 0     | 2     | 23    | -     | 1     | 52    | 5        | .259  | .341     | .373     | .714  |

### 背番号
- 27（2022年）
- 127（2023年 - 同年7月24日、2025年 - ）
- 66（2023年7月25日 - 2024年）